# Villa Bertozzi
Villa Bertozzi, nota anche come villa Bergonzi, villa Anguissola Scotti e villa Madonna degli Angeli, è un edificio in stile neoclassico situato in strada Consortile 2 a Collecchiello, frazione di Collecchio, in provincia di Parma.

## Storia
Sul luogo della villa ottocentesca, in precedenza sorgeva un edificio più modesto, eretto per volere dei conti Carissimi in epoca imprecisata e successivamente ereditato dai marchesi Pallavicino. A essi seguirono entro il XVII secolo i conti Sforza, che innalzarono la cappella adiacente alla struttura; nel 1739 subentrarono i marchesi Dalla Rosa Prati.
Entro gli inizi del XIX secolo la proprietà passò al ciambellano della duchessa Maria Luigia Lodovico Bergonzi; il Marchese decise di ricostruire completamente il fabbricato e affidò la progettazione a un architetto rimasto ignoto, secondo vari storici identificabile in Paolo Gazola o, come da ipotesi più recenti, in Gaetano Canevari. I lavori furono avviati nel 1818 e completati quattro anni dopo, mentre l'oratorio, dedicato a santa Maria degli Angeli, fu prima ampliato e successivamente ricostruito tra il 1822 e il 1828; al termine delle opere, il 4 settembre di quell'anno il luogo di culto fu benedetto.
Nel 1861, dopo la morte di Lodovico, la villa fu ereditata dalla moglie Teresa Scotti Bergonzi, che scomparve l'anno seguente. La tenuta fu successivamente acquistata dall'imprenditore Agostino Campolonghi, al quale seguì il figlio Guido, che pochi anni dopo la rivendette all'industriale Arturo Magni; quest'ultimo dotò la villa di un impianto idrico ed elettrico all'avanguardia, ma sopravvisse solo per due anni, per poi lasciare la proprietà ai figli.
Nel 1902 la tenuta fu comprata dal conte Giovanni Anguissola Scotti. Dopo la sua scomparsa, nel 1965 gli eredi alienarono la proprietà all'imprenditore Amilcare Bertozzi, che negli anni successivi costruì nei pressi alcuni stabilimenti agroalimentari e trasformò la villa nella sede amministrativa dell'azienda, affidando la ristrutturazione dell'edificio all'architetto Lorenzo Mongiardino.
In seguito la villa divenne sede di varie società, tra cui l'azienda Wegh Group.

## Descrizione

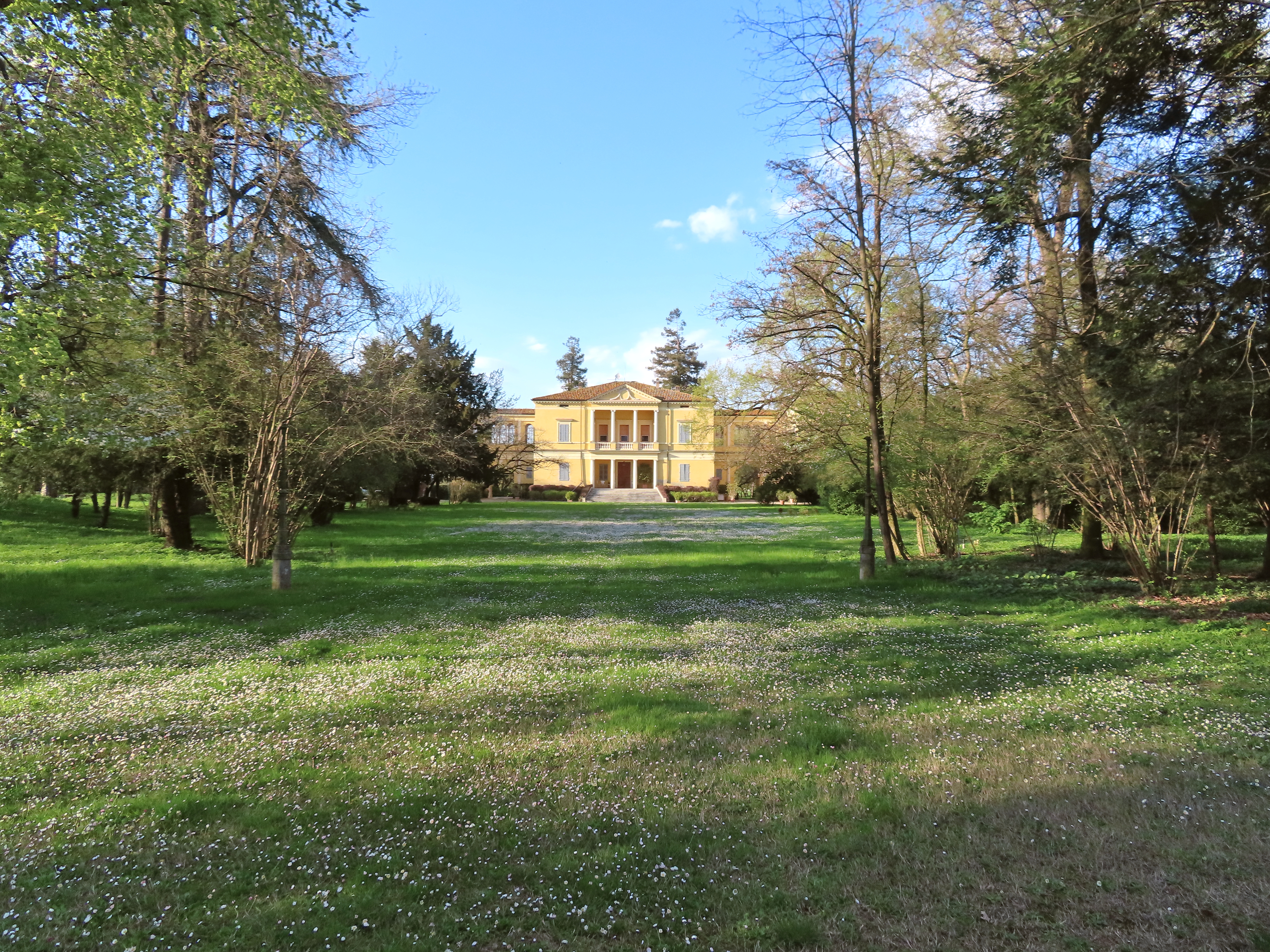
Facciata

La villa è situata al centro di un ampio parco di forma trapezoidale; ai lati dell'edificio sorgono immediatamente a ovest la casa del custode e a maggior distanza a est la corte Bergamina.

### Villa
La villa si sviluppa simmetricamente su tre corpi a pianta rettangolare, di cui quello centrale di maggiori dimensioni, collegati tra loro attraverso due strette ali.

#### Corpo centrale
La simmetrica facciata monumentale del corpo principale, interamente intonacata, si eleva su due livelli principali fuori terra, scanditi da un'alta fascia marcapiano. Al centro, un'ampia scalinata conduce a un portico retto da quattro colonne doriche, su cui si aprono il portale d'ingresso nel mezzo e due finestre ai lati; al livello superiore è posto un loggiato sostenuto da quattro colonne ioniche, su cui si affacciano tre finestrelle in asse con le aperture del piano inferiore; a coronamento si imposta un ampio frontone triangolare con cornice dentellata, contenente un grande medaglione in stucco a intrecci vegetali. Ai lati si trovano, una per parte, due livelli di finestre, delimitate al primo piano da cornici; in sommità, sopra alle piccole aperture del sottotetto corre il cornicione a dentelli.
All'interno si accede al salone a doppia altezza, sviluppato su una pianta quadrata; l'ambiente è coperto da una volta a padiglione ornata con un motivo a finti cassettoni, al centro della quale è appeso un grande lampadario in bronzo; in sommità le pareti sono decorate perimetralmente con un alto fregio dipinto a intrecci vegetali; i due fianchi ospitano nel mezzo due ampie nicchie a tutto sesto, contenenti altrettante statue.
In asse con l'ingresso, un grande portale, sormontato da un frontone triangolare, conduce alla sala da pranzo; quest'ultima si estende su una base rettangolare, in cui è inscritta un'architettura, a pianta ellittica, di dodici colonne corinzie in stucco lucido, a sostegno di una cupola dipinta.
Ai lati del salone si aprono quattro sale e uno studio, coperti da volte a padiglione ornate con dipinti; l'ambiente dà inoltre accesso allo scalone, caratterizzato dall'elaborata ringhiera in ferro battuto.

#### Corpi laterali
Su ogni lato si allunga un'ala elevata su due livelli, separati da un'alta fascia marcapiano; gli spazi sono scanditi da un doppio ordine di lesene. Al piano inferiore si apre nel mezzo un ampio portale ad arco ribassato, affiancato da due finestrelle; al livello superiore si trova al centro una trifora ad arco a tutto sesto, scandita da colonnine in ghisa, mentre ai lati sono collocate due finestre a tutto sesto.
A ogni estremità aggetta un corpo allungato, elevato su due livelli principali separati da una fascia marcapiano, oltre al sottotetto; frontalmente è collocato nel mezzo un portale d'ingresso, delimitato da due lesene e coronato da un architrave in aggetto, su cui si imposta una finestra a lunetta; al piano superiore si trova un'ampia apertura inquadrata da una cornice. L'edificio a est ospita l'oratorio della Madonna degli Angeli, sviluppato su una pianta a navata unica, coperta da una volta decorata con una serie di dipinti in monocromo; sul fondo l'abside è coronata da un catino a finti cassettoni.

### Parco

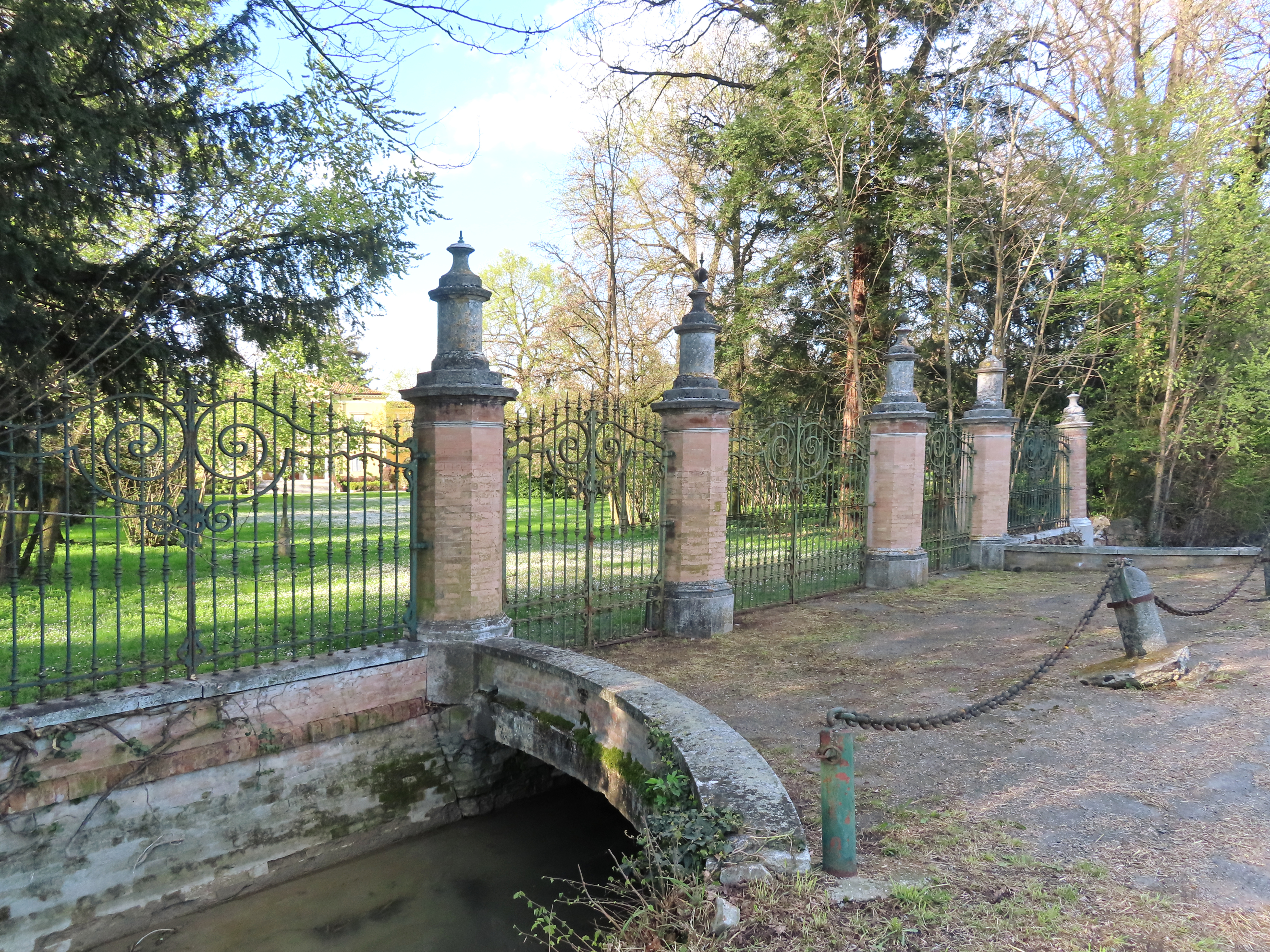
Cancellata d'ingresso al parco

Il giardino è accessibile da una grande cancellata posta in asse con la villa.
Il grande parco all'inglese, riccamente piantumato con alberi d'alto fusto, accoglie nella porzione occidentale un laghetto con un isolotto nel mezzo; lo specchio d'acqua, circondato dalla boscaglia, presenta sul margine meridionale, all'interno di una grotta artificiale, un piccolo imbarcadero, mentre alla sua estremità settentrionale si erge, accanto alla villa, la casa del custode.
A nord della villa si estende un frutteto.